# Дедово (Усть-Кубинский район)
Дедово — упразднённая деревня в Усть-Кубинском районе Вологодской области.
Входила на момент упразднения в состав Устьянского сельского поселения, до того в состав Заднесельского сельского поселения, с точки зрения административно-территориального деления — в Заднесельский сельсовет.
Расстояние по автодороге до районного центра Устья — 28 км, до центра муниципального образования Заднего — 10 км. Ближайшие населённые пункты — Терехово, Сидоровское, Олешково.
По данным переписи в 2002 году постоянного населения не было.
Упразднена 20 ноября 2020 года.